# 209
| 209                |
| ------------------ |
| Dødsfald - Fødsler |
|                    |

| Gregoriansk kalender | 209 CCIX                |
| Ab urbe condita      | 962                     |
| Armensk kalender     | I/T                     |
| Kinesiske kalender   | 2905 – 2906 戊子 – 己丑 |
| Etiopisk kalender    | 201 – 202               |
| Jødisk kalender      | 3969 – 3970             |
| Hindukalendere       |                         |
| - Vikram Samvat      | 264 – 265               |
| - Shaka Samvat       | 131 – 132               |
| - Kali Yuga          | 3310 – 3311             |
| Iransk kalender      | 413 BP – 412 BP         |
| Islamisk kalender    | 426 BH – 425 BH         |

Se også 209 (tal)